# Arturo Lupoli
Arturo Lupoli (Brescia, Italia, 24 de junio de 1987) es un exfutbolista italiano que se desempeñaba como delantero. Actualmente entrena al equipo sub-18 del Parma Calcio.

## Trayectoria
Nacido en Lombardía de padres originarios de Frattamaggiore (Nápoles), Lupoli inició su carrera como futbolista en las divisiones menores del Parma.
Gracias a sus buenas actuaciones despertó el interés del Arsenal inglés, que lo adquirió en el verano de 2004. El entrenador Arsène Wenger lo hizo debutar con 17 años en la FA Cup. Durante la temporada 2004/05 de la Premier League jugó en varios partidos, marcando un gol. La temporada 2006/07 fue cedido a préstamo al Derby County, equipo militante en la Football League Championship (segunda categoría inglesa). Durante la temporada, Lupoli rechazó su renovación con el Arsenal, manifestando su deseo de volver a jugar en su país natal.
El 26 de febrero de 2007, la Fiorentina comunicó oficialmente el fichaje del joven delantero para la temporada siguiente, con un contrato de cinco años. Debutó con la camiseta viola el 11 de diciembre de 2007, en la ida de los octavos de final de la Copa de Italia contra el Ascoli. Sin embargo, a pesar de las grandes expectativas hacia él, no fue muy utilizado por el técnico Prandelli y no fue insertado en la lista de los convocados para la Copa de la UEFA. El 21 de enero de 2008 pasó a préstamo al Treviso, en Serie B (segunda división italiana).
El 22 de julio de 2008 volvió a Inglaterra, cedido a préstamo al Norwich City. El 22 de febrero de 2009 fue cedido a otro club inglés, el Sheffield United. El 6 de julio del mismo año fue contratado por el Ascoli con la fórmula de la copropiedad, debutando en Copa de Italia contra el Crotone y marcando su primer gol contra el Mantova. En junio de 2010 el Ascoli renovó la copropiedad del delantero con la Fiorentina. Sin embargo, el 11 de julio de 2011 Lupoli rescindió el contrato con el club de las Marcas y fichó por el Grosseto. En julio de 2013 fue contratado por el Varese; en febrero de 2014 llegó cedido al Honvéd húngaro, donde jugó cuatro partidos antes de regresar al Varese.
El 2 de febrero de 2015 se hizo oficial su fichaje por el Frosinone, donde logró el ascenso a la Serie A. El 31 de agosto siguiente firmó un contrato de tres años con el Pisa de la tercera división italiana. En enero de 2016 el club toscano lo cedió al Catania, que militaba en la misma categoría. Vuelto al Pisa, el 26 de enero de 2017 fue transferido al Südtirol de Bolzano, equipo de la tercera división. El 31 de agosto de 2017 firmó con el Fermana de la Serie C. Después de dos temporadas en este club, fichó por el Virtus Verona, que también militaba en la Serie C. Concluyó su carrera de futbolista en la Serie D, militando en el Montegiorgio, el Borgo San Donnino y el Imperia Calcio, donde se retiró en el 2022.

## Selección nacional
Ha sido internacional con las selecciones juveniles de Italia jugando varios partidos: 9 con la Sub-16 (11 goles), 10 con la Sub-17 (4 goles), 2 con la Sub-18 (1 gol), 6 con la Sub-19 y 5 con la Sub-21 (2 goles).

## Clubes
| Club                            | País       | Año         |
| ------------------------------- | ---------- | ----------- |
| Arsenal F. C.                   | Inglaterra | 2004 - 2006 |
| Derby County F. C. (cedido)     | Inglaterra | 2006 - 2007 |
| A. C. F. Fiorentina             | Italia     | 2007 - 2008 |
| A. S. D. Treviso (cedido)       | Italia     | 2008        |
| Norwich City F. C. (cedido)     | Inglaterra | 2008 - 2009 |
| Sheffield United F. C. (cedido) | Inglaterra | 2009        |
| Ascoli Calcio 1898              | Italia     | 2009 - 2011 |
| U. S. Grosseto                  | Italia     | 2011 - 2013 |
| A. S. Varese 1910               | Italia     | 2013 - 2014 |
| Budapest Honvéd F. C. (cedido)  | Hungría    | 2014        |
| A. S. Varese 1910               | Italia     | 2014 - 2015 |
| Frosinone Calcio                | Italia     | 2015        |
| A. C. Pisa 1909                 | Italia     | 2015 - 2016 |
| Calcio Catania (cedido)         | Italia     | 2016        |
| F. C. Südtirol                  | Italia     | 2017        |
| Fermana F. C.                   | Italia     | 2017 - 2019 |
| Virtus Verona                   | Italia     | 2019 - 2020 |
| Montegiorgio Calcio             | Italia     | 2020 - 2021 |
| F. C. Borgo San Donnino         | Italia     | 2021        |
| A. S. D. Imperia Calcio         | Italia     | 2021 - 2022 |